# Unternehmen Greif
Auftakt

Kesternich – Wahlerscheid
Deutscher Angriff

Losheimergraben – Clervaux – Stößer – Greif

Alliierte Verteidigung und Gegenangriff

Elsenborn Rücken – St. Vith – Bastogne – Bure
Deutscher Gegenangriff

Bodenplatte – Nordwind
Kriegsverbrechen

Malmedy – Wereth – Chenogne

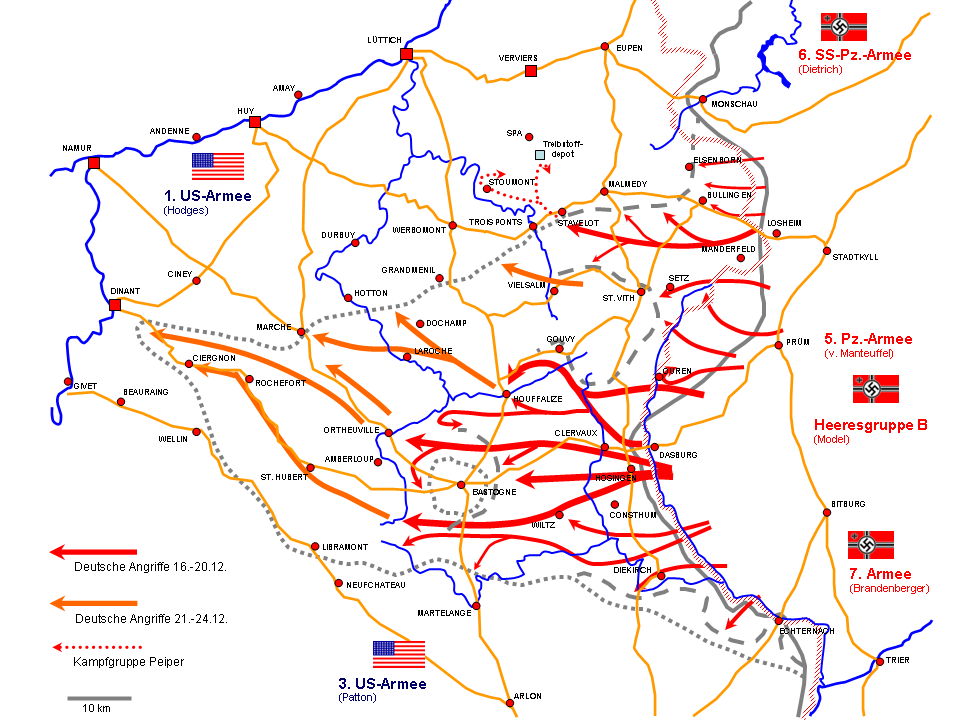
Übersichtskarte der Ardennenoffensive

Unternehmen Greif war der Deckname für ein Kommandounternehmen während der Ardennenoffensive im Dezember 1944. Wehrmachts-Soldaten unter dem Befehl des österreichischen SS-Obersturmbannführers Otto Skorzeny trugen dabei US-Uniformen und verwendeten gegnerisches Gerät. Sie sollten hinter den amerikanischen Linien Verwirrung bei amerikanischen Truppen stiften und so zum Erfolg der Ardennenoffensive beitragen. Zu Beginn der Planung des Unternehmens im Herbst 1944 wurden die Einheiten unter dem Kommando von Oberstleutnant Hermann Wulf aufgestellt, am 14. Dezember 1944 übergab er es an SS-Obersturmbannführer Otto Skorzeny.

## Hintergrund und Vorbereitung

### Angriffsziele
Das Unternehmen sollte in den Morgenstunden des 16. Dezember 1944 zeitgleich mit der Ardennenoffensive beginnen.
Das Kräfteverhältnis war aus deutscher Sicht ungünstig: Auf jeden deutschen Soldaten kamen bis zu elf alliierte, auf jeden Panzer der Wehrmacht bis zu acht britische oder amerikanische. Man hoffte dennoch, den Gegner bei einem überraschenden Angriff nach Westen zurückdrängen zu können. Fernziel der Ardennenoffensive war es, Antwerpen zurückzuerobern. Mit einer solchen Stärkedemonstration hoffte Hitler, sich eine günstige Position für Sonderfriedensverhandlungen mit den Westalliierten zu verschaffen.
Die Kampfeinheiten des Unternehmens Greif sollten Brücken und alliierte Nachschublager in den Ardennen erobern und bis zum Eintreffen deutscher Frontverbände halten, falsche Befehle an US-Verbände ausgeben, Divisionsgefechtsstände ausschalten und auf jede weitere Art Verwirrung bei den gegnerischen Truppen stiften.
Die deutschen Panzerverbände sollten an gegnerischen Treibstofflagern ihre Fahrzeuge auftanken und weiter vorstoßen.
Das ganze Unternehmen ähnelte einem Kartenhaus: Gelang es nicht, ein Einzelziel zu erreichen, war alles Nachfolgende ebenfalls fast unmöglich. Doch selbst wenn die Verbände wirklich alle Einzelziele der frühen Phase erreicht hätten, gab es keine Möglichkeit, das hoch gesteckte Endziel zu erreichen. Die Ziele des Unternehmens gelten als ein Indiz dafür, dass Hitler den Bezug zur Realität und zur militärischen Lage Deutschlands verloren hatte. Auch ohne die erdrückende Übermacht der Alliierten wäre es ein kompliziertes Unterfangen gewesen, bis zur französischen Küste zu gelangen, denn die deutschen Treibstoffreserven reichten nicht einmal, um kampflos bis nach Antwerpen vorzurücken. Mit alliiertem Widerstand war es vollkommen unmöglich.

### Mannschaften und Ausstattung
Es sollten etwa 3000 Soldaten der Wehrmacht unter Skorzenys Kommando gestellt werden, bis November 1944 meldeten sich 2.676. Da die Soldaten in feindlicher Uniform agierten, war abzusehen, dass sie im Falle einer Gefangennahme durch alliierte Truppen als Spione erschossen werden würden. Daher wurden nur Freiwillige rekrutiert. Von ihnen konnten nur knapp 30 fließend Englisch sprechen. Sie sollten die Führung der Kampfeinheiten übernehmen und im Falle eines friedlichen Aufeinandertreffens mit Amerikanern oder Briten als Sprecher fungieren.
Die Soldaten wurden mit Uniformen, Ausrüstungen und Waffen aus US-Beutebeständen ausgestattet. Dazu gehörten auch Erkennungsmarken gefallener und gefangengenommener US-Soldaten sowie gefälschte Sold- und Einsatzbücher.
Letztere wurden von einer Sonderabteilung der SS in Niedersachsen hergestellt. Es wurde sogar genau das gleiche Papier verwendet, auf das auch die echten Ausweise der US-Army gedruckt wurden. Fallschirmjäger hatten es wenige Wochen zuvor bei örtlichen Gegenangriffen in den Niederlanden und bei Aachen erbeutet. Schon vorher hatten Spezialisten erbeutete US-Ausweise untersucht und jedes Detail unter die Lupe genommen, um so später die Papiere bis ins Detail nachmachen zu können.
Um Verwechslungen mit Feindkräften zu vermeiden, gaben sich die am Unternehmen Greif Teilnehmenden den eigenen Truppen bei Tage durch Abnehmen des Stahlhelms, bei Nacht durch rot-blaue Leuchtzeichen aus Taschenlampen zu erkennen.
Später bezeichnete Otto Skorzeny die Ausstattung der Panzer-Brigade 150 mit Beutematerial als „äußerst bedenklich“ und „katastrophal“. So verfügte die Einheit beim Abmarsch in den Bereitstellungsraum lediglich über zwei Sherman-Panzer, von denen einer unterwegs wegen Motorschaden ausfiel und erst am 26. Dezember wieder an die Truppe ausgeliefert werden konnte. Auch bei den Uniformen gab es Probleme. Zuerst wurden britische statt amerikanischer Uniformen geliefert, dann waren es Uniformen aus Gefangenenlagern, auf die das Symbol der Kriegsgefangenen aufgedruckt worden war. Bei Beginn der Offensive waren nur knapp 40 Prozent der Brigade mit amerikanischem Gerät ausgestattet.
Mannschaftsstärke:
- 90 Offiziere
- 448 Unteroffiziere
- 2138 Freiwillige
- Gesamt: 2676

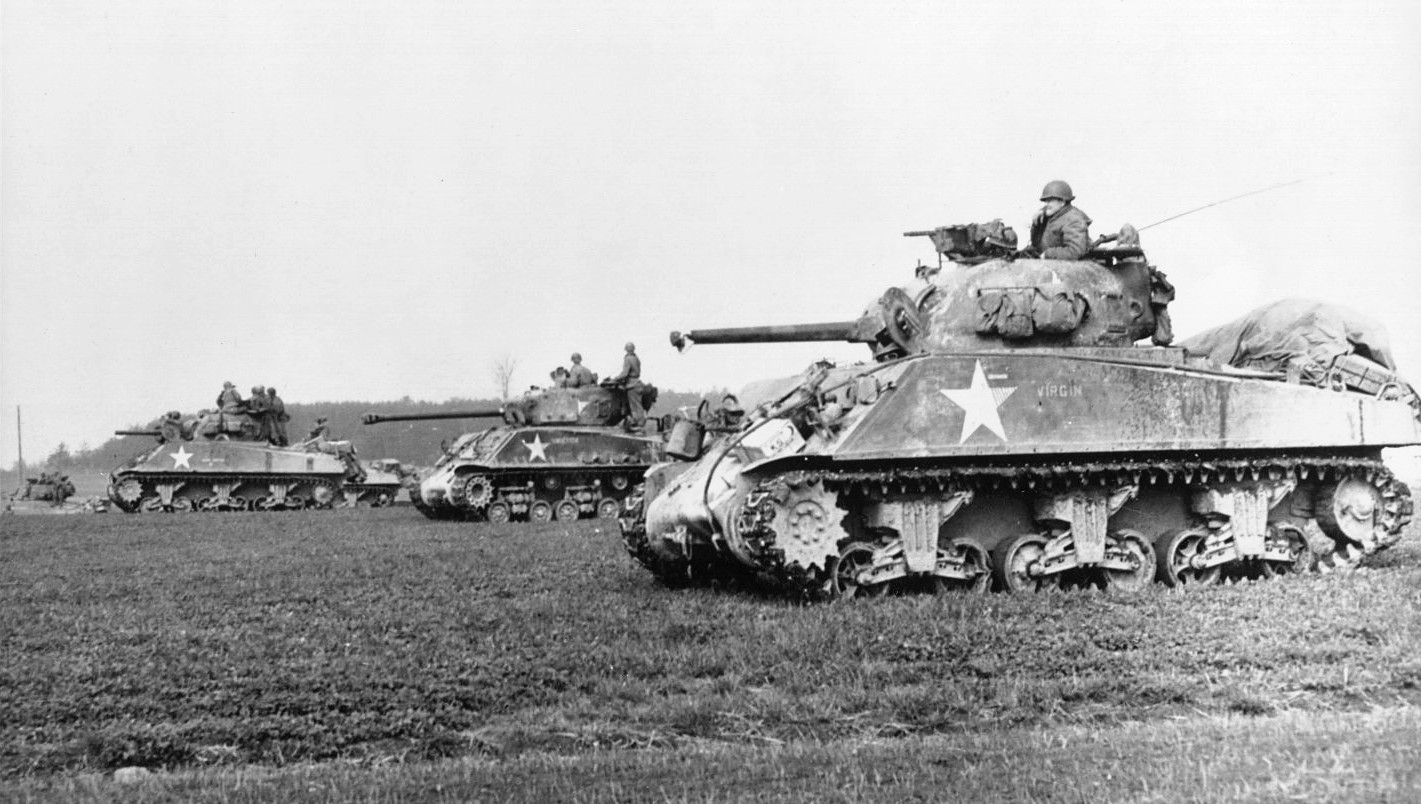
Sherman-Panzer im Einsatz

Kampfaufstellung der Kommandotruppen:
I. Kampfgruppe „X“ (unter Oberstleutnant Hermann Wulf)
- 3 Infanteriekompanien (Ford trucks)
- 2 gepanzerte Infanteriezüge
- 2 Panzerabwehrkompanien
- 2 schwere Granatwerfertrupps
- 1 Instandsetzungszug
- Nachrichtenabteilung
- 5 Panther und 5 StuG III

II. Kampfgruppe „Y“ (unter Hauptmann Walter Scherf)
- 3 Infanteriekompanien (Ford trucks)
- 2 gepanzerte Infanteriezüge
- 2 Panzerabwehrkompanien
- 2 schwere Granatwerfertrupps
- 1 Instandsetzungszug
- Nachrichtenabteilung
- 5 Panther und 5 StuG III

III. Kampfgruppe „Z“ (unter SS-Obersturmbannführer Willi Hardieck, später SS-Hauptsturmführer Adrian von Fölkersam)
- 3 Infanteriekompanien (Ford trucks)
- 2 gepanzerte Infanteriezüge
- 2 Panzerabwehrkompanien
- 2 schwere Granatwerfertrupps
- 1 Instandsetzungszug
- Nachrichtenabteilung
- 5 Panther und 5 StuG III

Kein Verband besaß auch nur annähernde Sollstärke. Neben dem Personal fehlte es auch an schwerem Gerät aus Beutebeständen. Hauptproblem war der Mangel an Kampfpanzern, ohne die eine solche Operation nicht möglich war. Schließlich verfügten die Gegner über eine Vielzahl gepanzerter Fahrzeuge, gegen die ohne schwere eigene Panzer oder wenigstens panzerbrechende Waffen nichts auszurichten sein würde.
Ausstattung am 14. Dezember 1944
Fahrzeuge (gesamt)
- 2 einsatzfähige amerikanische Sherman und ein weiterer in Reparatur
- 3 einsatzfähige amerikanische M10 Wolverine
- 5 einsatzfähige deutsche Panther
- 5 einsatzfähige deutsche StuG III
- 4 einsatzfähige deutsche Sd.Kfz. 250/1-Schützenpanzer
- 6 einsatzfähige deutsche Sd.Kfz. 251/1-Schützenpanzer
- 6 einsatzfähige amerikanische M3 Halftracks
- 6 einsatzfähige deutsche SdKfz 234/1s
- 4 einsatzfähige amerikanische M8 Greyhound-Spähpanzer
- 6 einsatzfähige amerikanische M20-Spähpanzer
- 12 deutsche Beiwagenmotorräder
- 1 amerikanisches Beiwagenmotorrad
- 43 deutsche Motorräder
- 20 amerikanische Motorräder
- 28 amerikanische Jeeps
- 6 leichte deutsche Zivilfahrzeuge
- 36 mittlere deutsche Zivilfahrzeuge
- 9 schwere deutsche Zivilfahrzeuge
- 64 leichte deutsche Transport-LKW
- 56 mittlere deutsche Transport-LKW
- 8 mittlere amerikanische Transport-LKW
- 6 schwere deutsche Transport-LKW
- 1 schwere deutsche Zugmaschine
- 1 schwere amerikanische Zugmaschine

Infanterie-Waffen (gesamt):
- 226 leichte MGs (hierzu zählen auch Maschinenpistolen und halb- und vollautomatische Gewehre deutscher und amerikanischer Produktion)
- 31 schwere MGs (deutscher und amerikanischer Produktion)
- 24 deutsche 8-cm-Granatwerfer
- 24 amerikanische 4,2-inch-Granatwerfer
- 5 amerikanische 3-inch-Panzerabwehrkanonen
- 14 amerikanische 57-mm-Panzerabwehrkanonen

Von den 28 versprochenen Sherman-Panzern erhielt Skorzeny nur zwei, von den 24 M10 Wolverine nur drei. Nur jeder dritte der zugesicherten LKW wurde geliefert sowie jeder zweite der Halbketten-Schützenpanzer des Typs M3. Einzig die zehn Radspähpanzer der Typen M8 Greyhound und M20 Armored Utility Car wurden in voller Stärke geliefert. Jedoch fehlte es trotz der Spähfahrzeuge an effektiver Feuerkraft, da diese lediglich über cal.-0.50-MGs (beide) und nur teilweise über leichte 3,7-cm-Kanonen (nur M8 „Greyhound“) verfügten.
Auch was die Munitionierung und die Ausstattung mit Infanteriewaffen anging, litten die Kommandotruppen unter einem schwerwiegenden Mangel, der erst durch – wenn auch meist magere – Beutezüge hinter der amerikanischen Frontlinie wenigstens einigermaßen behoben werden konnte.
Um den Soldaten die ungehinderte Durchfahrt an Kontrollpunkten ohne lange Überprüfungen zu ermöglichen, erhielten die Trupps gefälschte Passierscheine, die den Zutritt zu fast allen westalliierten Heeresgebäuden und die Durchfahrt durch alle Überprüfungspunkte gewährten. Sie waren derart gut gefälscht, dass nur wenige von Wachposten als falsch erkannt wurden. Dies traf auch auf die Sold- und Einsatzbücher zu.

### Ein Panzer für Skorzeny

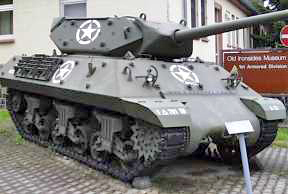
Panzerjäger M10 Wolverine, den die Deutschen mit Panzerkampfwagen V Panther der Ausführung G zu imitieren versuchten

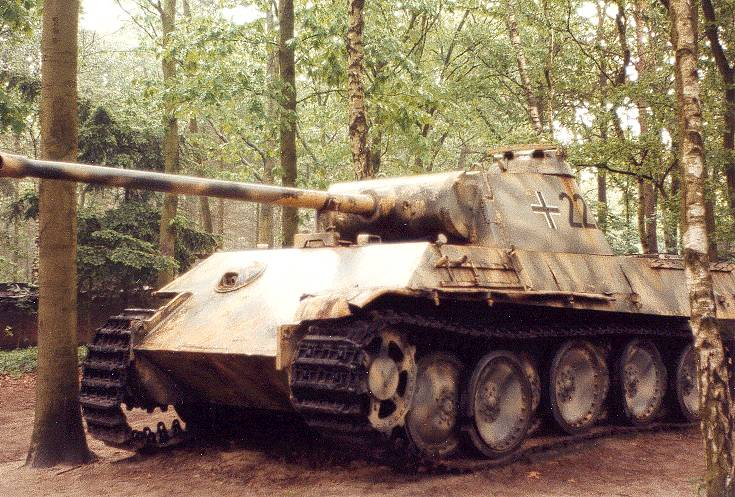
Panzerkampfwagen V Panther Ausf. G

Um die ausgedünnten Reihen der Panzereinheiten wenigstens einigermaßen aufzufüllen, wurden zwölf deutsche Panther (Ausf. G) zu US-M10-Panzerjägern umgebaut. Dabei wurden Stahlplatten an der Front, den Seiten und am Heck der Wanne sowie am Turm angeschweißt, um die Silhouette des amerikanischen Panzerjägers zu imitieren. Jedoch blieb das markante Schachtellaufwerk unverändert, so dass viele „Panther G/ M10 'Ersatz'“, wie die halbamtliche Bezeichnung lautete, von den US-Truppen erkannt wurden. Die umgebauten Panther wurden zu gleichen Teilen den drei Panzerkompanien zugeteilt. Die echten US-Panzer wurden als Führungs- und Kommandofahrzeuge der Panzerkompanien eingesetzt und sollten im Falle eines friedlichen Aufeinandertreffens mit US-Verbänden als erste Kontakt suchen. Daher waren die Besatzungen der Führungspanzer durchgehend englischsprachig.
Skorzeny kritisierte den Nutzen dieser Umbauten später stark. Er meinte, dass die Illusion „nur des Nachts aus weiterer Entfernung und dann auch nur vielleicht jungen amerikanischen Rekruten gegenüber gelingen“ könne.

## Wetterlage im Dezember 1944
Eine der Voraussetzungen für den Erfolg des Unternehmens war geeignetes Wetter. Im Dezember 1944 lag über den Ardennen ein starkes Tiefdruckgebiet. Die Folge waren teilweise heftige Schnee- und Eisregenfälle. Den Himmel beherrschte ein mächtiges Wolkenfeld, das einen Einsatz der alliierten Luftwaffenverbände praktisch unmöglich machte. Die wetterunempfindlicheren deutschen Flugzeuge konnten trotzdem starten und fliegen. Sie waren den alliierten Fliegern im direkten Kampf jedoch zahlenmäßig weit unterlegen. Ein letztes Mal beherrschten die deutschen Piloten den Himmel über dem Schlachtfeld, wenn auch nicht sehr lange.
Daher war die Gefahr, die den deutschen Angriffsverbänden aus der Luft drohte, relativ gering. Das schlechte Wetter hatte aber auch für die Wehrmachtverbände negative Folgen: Die meist unbefestigten Straßen der Ardennen waren durch Regen und Schnee durchnässt, und die durchfahrenden Fahrzeuge verwandelten sie in Schlammfelder. Das Durchfahren der Straßen wurde immer schwieriger. Durch den teilweise ständigen Bodenfrost drohte eine weitere Gefahr. Es kam nicht selten vor, dass Fahrzeuge im Stillstand einfach am Boden festfroren.
Auch die Infanteristen beider Seiten litten unter den unwirtlichen Wetterverhältnissen. Die Mäntel sogen den Niederschlag in sich auf, wärmten kaum noch und wurden schwerer, ließen die Soldaten langsamer werden. Metallteile von Waffen froren aneinander fest. Die Kälte kroch durch die Kleidung und führte zu schnellerer Ermüdung. Dazu kam noch der ständige Einsatz an vorderster Front. Hunderte Soldaten beider Seiten fielen durch wetterbedingte Krankheiten und Schwächeanfälle aus. Hauptursache war Fußbrand, eine Krankheit, die durch längere starke Unterkühlung der Füße entsteht.

## Der Einsatz hinter der feindlichen Front
Da am ersten Tag der Ardennen-Offensive der Bruch der amerikanischen Front nicht gelang und die Panzerbrigade nicht im Rücken des Feindes agieren konnte, musste der Einsatz der Brigade um 24 Stunden verschoben werden.
Am 17. Dezember wurden nur vereinzelt Jeep-Teams hinter die feindliche Front geschickt, um die dort herrschende Lage zu beobachten. Außerdem sollten sie falsche Befehle und Gerüchte über den deutschen Vormarsch verbreiten und Wegweiser beseitigen. Von den neun eingesetzten Teams erreichten vermutlich sechs bis acht das Hinterland der amerikanischen Front, zwei davon wurden gefangen genommen. Insgesamt verlor die Brigade im Einsatz 25 Mann.
Die erzielten taktischen Erfolge hielten sich in Grenzen: ein US-Panzerregiment wurde in die Irre geschickt und eine Infanteriekompanie durch falsche Informationen zum Rückzug ermutigt. Eine Kommandogruppe erbeutete ein Munitionslager, das zum Teil gesprengt wurde.
Am darauffolgenden Tag wurde die Panzerbrigade 150 für einen Angriff auf Malmedy eingeteilt. Die Stadt lag an der Nordflanke der Offensive und wurde von den Amerikanern gehalten. Am 19. drang ein Kommandoteam in die Stadt ein und verließ sie nach kurzer Zeit ohne Feindkontakt wieder.

## Gegenmaßnahmen und Nachwirkungen
Als Maßnahme gegen die Übernahme von Kontrollpunkten durch verkleidete Deutsche Soldaten, befahl General Patton dem beinahe ausschließlich aus Afroamerikanern bestehenden 761st Tank Battalion, bestimmte Kontrollpunkte zu bewachen und gab gleichzeitig den Schießbefehl, in Fällen, in denen weiße Soldaten an den Kontrollpunkten verdächtig handelten.
Nach ersten Erfolgen wurden einige der deutschen Kommandosoldaten gefangen genommen, die bei den folgenden Verhören vorgaben, dass es ihr eigentlicher Auftrag sei, nach Paris zu gelangen und den alliierten Oberbefehlshaber Dwight D. Eisenhower zu entführen oder zu töten. Ursprung dieser Theorie waren die, infolge der hohen Geheimhaltung, im Vorfeld der Operation von den Soldaten angestellten Vermutungen. Selbst nach dem Beginn des Unternehmens Greif wussten nur eine Handvoll Soldaten vom wahren Angriffsziel.
Eisenhower wurde daraufhin für mehrere Tage in seinem Hauptquartier verstärkt geschützt, und mehrere tausend Soldaten wurden für die Suche nach den deutschen Kommandosoldaten abgestellt. Zeitweise wurde auch ein Double von Eisenhower bei Frontbesuchen eingesetzt. In den folgenden Wochen wurden die Sicherungsmaßnahmen an Straßensperren immer wieder drastisch verstärkt. Erkennungsmarken und Papiere galten als wertlos, da nun klar war, dass sie leicht gefälscht werden konnten. Um deutsche Kommandosoldaten zu überführen, wurden daher kontrollierten Soldaten Fragen zum typischen gesellschaftlichen Leben in den USA gestellt (z. B. Welches Baseballteam hat die Meisterschaft 1934 gewonnen? Wie heißt die Freundin von Mickey Mouse? oder Wie viele Präsidenten hatten die USA?). Konnte jemand eine Frage nicht beantworten, geriet er unter den Verdacht, ein deutscher Spion zu sein, und wurde festgenommen. Meist waren die Verdächtigen jedoch wirklich US-Soldaten, die einfach nicht auf solche Fragen vorbereitet waren. Fast 2.500 amerikanische Soldaten wurden zu Unrecht als Deutsche festgenommen, doch später wieder freigelassen. Nur 13 tatsächliche deutsche Soldaten wurden an diesen Straßensperren gefangen genommen. Von ihnen wurden fünf Mann, unter ihnen der Kommandoführer Leutnant Günther Schulz, später wegen Sabotage hingerichtet. Sie hatten zwei Tage zuvor versucht, eine Brücke, die von den US-Truppen gehalten wurde, mit Panzerbeschuss unbenutzbar zu machen. Der Versuch war vereitelt worden. Bei dem Gefecht kamen acht Angreifer ums Leben.
Die anderen gefangengenommenen Soldaten wurden in ein Gefangenenlager überstellt.
Da trotz der Kommandoaktion ein Durchbruch am ersten Tag der Ardennenoffensive nicht gelang, schätzte Skorzeny die Operation als Fehlschlag ein.

## Folgen
Sowohl das Heer als auch die Luftwaffe erlitten durch die letzte Großoffensive im Westen hohe Verluste. Hunderte Gefallene und Verwundete hatten die eingesetzten Verbände zu verzeichnen. Zahllose Soldaten gerieten in Gefangenschaft. Das verlorengegangene Waffenarsenal fehlte den weiterkämpfenden Einheiten und konnte im Kriegsverlauf nicht mehr ersetzt werden. Diese Schwächung trug zum schnelleren Untergang des „Dritten Reiches“ bei, denn die alliierten Verbände wurden innerhalb von drei Wochen mit Mannschaften und Material wieder aufgefüllt.